# Beautiful Creatures
Beautiful Creatures är en amerikansk fantasyfilm (ungdomsfilm) från Warner Bros. från 2013 baserad på en roman med samma namn av Kami Garcia och Margaret Stohl. Beautiful Creatures är regisserad av Richard LaGravenese och bland annat spelar Alden Ehrenreich och Alice Englert rollerna som Ethan Wate och Lena Duchannes. Filmen hade Sverigepremiär den 13 februari 2013, utgiven av Nordisk Film.

## Rollista
- Alden Ehrenreich – Ethan Wate
- Alice Englert – Lena Duchannes
- Jeremy Irons – Macon Ravenwood
- Viola Davis – Amma
- Emmy Rossum – Ridley Duchannes
- Thomas Mann – Wesley Jefferson "Link" Lincoln
- Emma Thompson – Mavis Lincoln/Sarafine
- Margo Martindale – Tant Del
- Eileen Atkins – Emmaline Duchannes
- Zoey Deutch – Emily Asher
- Rachel Brosnahan – Genevieve Duchannes
- Kyle Gallner – Larkin Ravenwood
- Pruitt Taylor Vince – Mr. Lee